# Скворцов, Юрий Александрович (учёный)
Юрий Александрович Скворцов (23 марта 1898, Ташкент — 21 февраля 1968, СССР) — советский геолог, географ и почвовед. Доктор геолого-минералогических наук (1948), профессор Средне-Азиатского государственного университета (с 1949), Заслуженный деятель науки и техники Узбекской ССР (1961).

## Биография
Родился 23 марта 1898 года в городе Ташкенте.
В 1929 году окончил Сельско-хозяйственный факультет Средне-Азиатского государственного университета (САГУ) в Ташкенте.
Начал работать в Научно-исследовательском институте почвоведения при САГУ, под руководством Н. А. Димо.
В 1948 году защитил докторскую диссертацию по теме «Геоморфология речных долин Западного Тянь-Шаня».
С 1949 года профессор Географического факультета САГУ.
Принимал активное участие в работе Комиссии по изучению четвертичного периода.
Его научные труды посвящены геологии, геоморфологии и почвоведению в Средней Азии.
Упоминался в переписке академика В. И. Вернадского с Б. Л. Личковым (1940—1944)
Скончался 21 февраля 1968 года[где?].

## Награды и премии
- 1961 — Заслуженный деятель науки и техники Узбекской ССР.